# 東高洲橋
東高洲橋（ひがしたかすばし）は、兵庫県尼崎市臨海部の東堀運河に架かる跳開式可動橋（片側）。兵庫県道57号尼崎港線上で尼崎市の東高洲町と大高洲町とを結ぶ。

## 概要
1956年（昭和31年）に初代が完成し、1966年（昭和41年）に現在の2代目に架け替えられた。橋の長さは46.8 mで幅9.5 m、橋桁の内長さ16 mの部分が南側へ跳ね上がる。1995年（平成7年）の阪神・淡路大震災で損傷を受け、修理された。
2023年（令和5年）9月に土木学会選奨土木遺産に認定された。
兵庫県においては2015年現在、橋梁の改良計画がある。

## ギャラリー

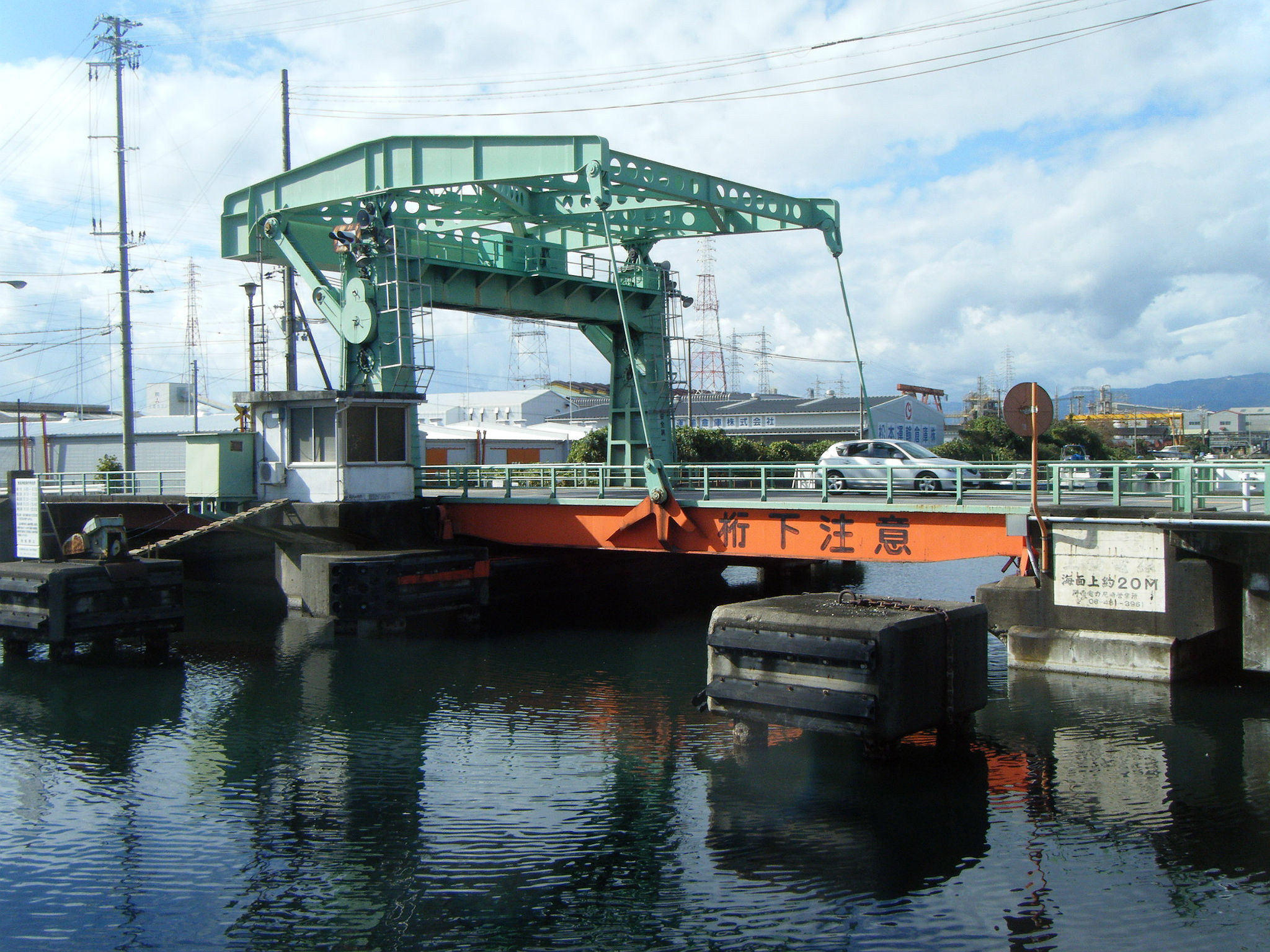
可動橋　全景
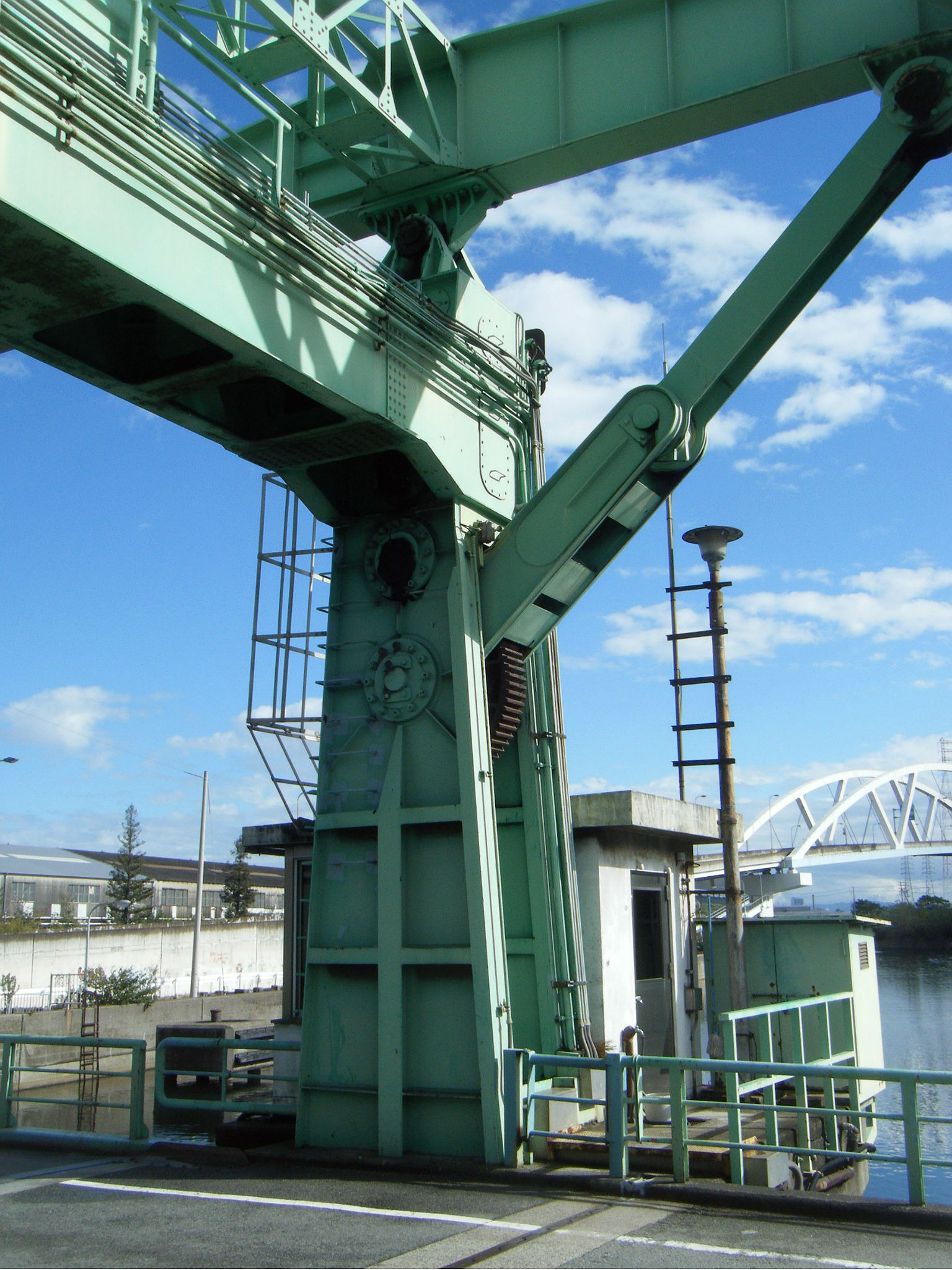
操作室と塔可動部
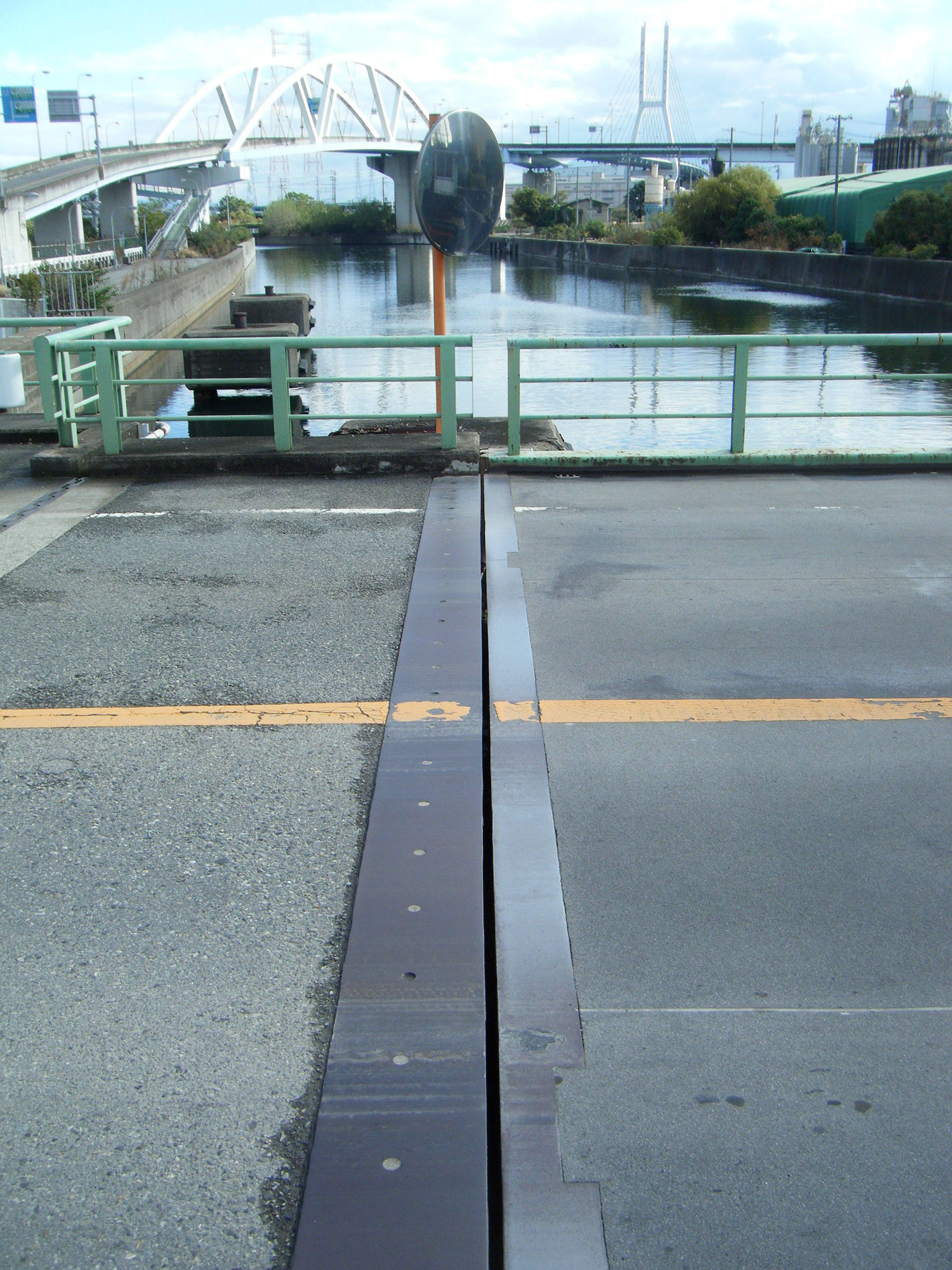
橋桁・可動部との継目　奥は中島新橋。
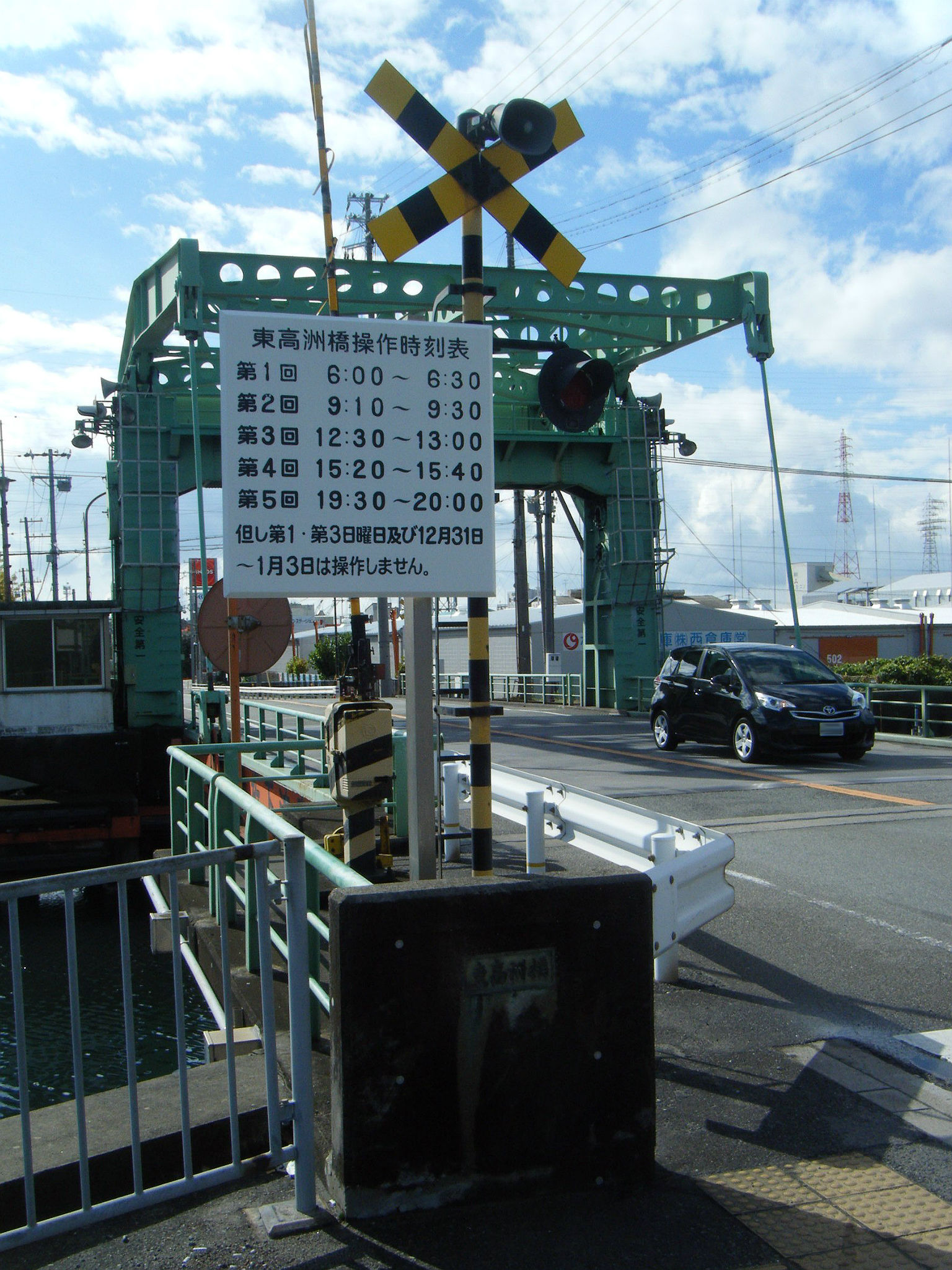
操作時刻表　ただし必ずしも表示時刻に跳開するとは限らない。